# Bob Simmons
Pour les articles homonymes, voir Simmons.
 (mai 2022).
La mise en forme du texte ne suit pas les recommandations de Wikipédia : il faut le « wikifier ».
Les points d'amélioration suivants sont les cas les plus fréquents. Le détail des points à revoir est peut-être précisé sur la page de discussion.
- Les titres sont pré-formatés par le logiciel. Ils ne sont ni en capitales, ni en gras.
- Le texte ne doit pas être écrit en capitales (les noms de famille non plus), ni en gras, ni en italique, ni en « petit »…
- Le gras n'est utilisé que pour surligner le titre de l'article dans l'introduction, une seule fois.
- L'italique est rarement utilisé : mots en langue étrangère, titres d'œuvres, noms de bateaux, etc.
- Les citations ne sont pas en italique mais en corps de texte normal. Elles sont entourées par des guillemets français : « et ».
- Les listes à puces sont à éviter, des paragraphes rédigés étant largement préférés. Les tableaux sont à réserver à la présentation de données structurées (résultats, etc.).
- Les appels de note de bas de page (petits chiffres en exposant, introduits par l'outil «  Source ») sont à placer entre la fin de phrase et le point final[comme ça].
- Les liens internes (vers d'autres articles de Wikipédia) sont à choisir avec parcimonie. Créez des liens vers des articles approfondissant le sujet. Les termes génériques sans rapport avec le sujet sont à éviter, ainsi que les répétitions de liens vers un même terme.
- Les liens externes sont à placer uniquement dans une section « Liens externes », à la fin de l'article. Ces liens sont à choisir avec parcimonie suivant les règles définies. Si un lien sert de source à l'article, son insertion dans le texte est à faire par les notes de bas de page.
- La présentation des références doit suivre les conventions bibliographiques. Il est recommandé d'utiliser les modèles {{Ouvrage}}, {{Chapitre}}, {{Article}}, {{Lien web}} et/ou {{Bibliographie}}. Le mode d'édition visuel peut mettre en forme automatiquement les références.
- Insérer une infobox (cadre d'informations à droite) n'est pas obligatoire pour parachever la mise en page.

Pour une aide détaillée, merci de consulter Aide:Wikification.
Si vous pensez que ces points ont été résolus, vous pouvez retirer ce bandeau et améliorer la mise en forme d'un autre article.
Bob Simmons, né à Fulham en Angleterre le 31 mars 1922 et mort à Londres en Angleterre le 21 octobre 1987, est un acteur, cascadeur et coordinateur des combats et des cascades anglais qui a travaillé dans de nombreux films britanniques, et notamment la série James Bond.

## Biographie
Bob Simmons est un ancien instructeur d'entraînement physique de l'armée à l'Académie royale militaire de Sandhurst. Initialement, il voulait être acteur. Cependant, il pense qu'une carrière dans les cascades serait plus intéressante.
Il travaille d’abord pour Albert R. Broccoli et Warwick Films d'Irving Allen sur le film Les Bérets rouges, avec les futurs habitués des films James Bond, comme le réalisateur Terence Young, le scénariste Richard Maibaum et le caméraman, qui devient plus tard directeur de la photographie Ted Moore. Bob travaille ensuite dans de nombreux films de Warwick, ainsi qu’avec Irving Allen dans ses Les Drakkars et Gengis Khan, où il s'est d’ailleurs blessé à l'œil, lorsqu'il est frappé par un cheval.
Quand Albert R. Broccoli commence à produire les films James Bond, Bob est testé en tant qu'acteur pour le rôle de James Bond. Finalement, jusqu'à sa mort en 1987, il est le coordinateur des cascades pour tous les films James Bond, sauf pour Bons baisers de Russie, dont il rejoint plus tard la production, Au service secret de Sa Majesté et L'Homme au pistolet d'or. C’est également lui qui apparaît dans la séquence du Gunbarrel des films James Bond 007 contre Dr No, Bons baisers de Russie et Goldfinger , à la place de Sean Connery. Par ailleurs, Bob Simmons est à ce jour la seule personne à avoir interprété cette scène sans jouer le rôle de James Bond. Bob est également le cascadeur principal de Sean Connery. Il joue également le rôle de l’agent du SPECTRE Jacques Bouvard, dans la séquence pré-générique du quatrième James Bond, Opération Tonnerre .
Il développe une technique de cascade avec des trampolines, qui est utilisée pour la première fois dans On ne vit que deux fois, qui consiste à ce que les cascadeurs rebondissent sur un trampoline en même temps que le déclenchement d’une explosion, afin de simuler le fait d’être soufflés dans les airs. Cela est par la suite utilisé dans de nombreux films, notamment par Bob lui-même à nouveau dans Les oies sauvages.
Alors qu’il est à la retraite, Bob écrit une autobiographie intitulée Nobody Does It Better, dont le titre vient de la chanson-titre du film James Bond de 1977, L’espion qui m’aimait . 
Il décède à 65 ans le 21 octobre 1987.

## Filmographie
- Reform School (1939) - Johnny
- Ivanhoé (1952, cascade)
- The Flanagan Boy (1953) - Kiosquier  (non crédité)
- La Rose et l’Épée (1953) - Champion Français
- Billete para Tánger (1955) - Peter Valentine
- La Brigade des bérets noirs (1958) - Mustapha
- Atlantique, latitude 41° (1958) - Stoker (non crédité)
- The Great Van Robbery (1959) - Peters
- And the Same to You (1960) - Adversaire de Perce
- Exodus (1960) - Homme d'armes (non crédité)
- Les Pirates de la nuit (1961) - Carlos, un pirate
- Les Canons de Navarone (1961, cascadeur) - Officier Allemand (non crédité)
- Astronautes malgré eux (1962) - Astronaute (non crédité)
- James Bond 007 contre Dr No (1962, cascadeur) - James Bond dans la Séquence du Gunbarrel (non crédité)
- Sparrows Can't Sing (1963) - Patron du pub (non crédité)
- Bons baisers de Russie (1963, cascadeur) - James Bond dans la séquence du Gunbarrel (non crédité)
- Les Drakkars (1964)
- Goldfinger (1964, cascadeur) - James Bond dans la séquence du Gunbarrel (non crédité)
- Opération Tonnerre (1965, cascadeur) - Colonel Jacques Bouvard - SPECTRE #6 (non crédité)
- Le Forum en folie (1966)
- On ne vit que deux fois (1967, cascadeur)
- Shalako (1968, cascadeur)
- Les Derniers Aventuriers (1969)
- La Guerre de Murphy (1971) - Membre de l’équipage du sous-marin allemand (non crédité)
- Commando pour un homme seul (1971, cascadeur)
- Les diamants sont éternels (1971, cascadeur)
- Vivre et laisser mourir (1973, cascadeur)
- Rosebud (1975, cascadeur)
- Potato Fritz (1976)
- Meurtre pour un homme seul (1976) - Assassin de Londres
- L’espion qui m’aimait (1977, cascadeur) - Ivan, voyou du KGB (non crédité)
- Les oies sauvages (1978, cascadeur) - Pilote (non crédité)
- Moonraker (1979, cascadeur) - Ambulancier (non crédité)
- Rien que pour vos yeux (1981, cascadeur) - Homme de main victime de l'explosion de la Lotus (non crédité) (dernier rôle au cinéma)
- Octopussy (1983, cascadeur)
- Dangereusement vôtre (1985, cascadeur)